# Symplocos goodeniacea
Symplocos goodeniacea är en tvåhjärtbladig växtart som beskrevs av Nooteboom. Symplocos goodeniacea ingår i släktet Symplocos och familjen Symplocaceae. Inga underarter finns listade i Catalogue of Life.